# Hrvatsko oplemenjivačko, sjemenarsko i rasadničarsko društvo
Hrvatsko oplemenjivačko, sjemenarsko i rasadničarsko društvo (HOSRD) je hrvatska strukovna organizacija oplemenjivača, sjemenara i rasadničara. Sjedište je u Svetošimunskoj 25, Zagreb. Društvo se bavi trajnim razvijanjem sustavne suradnje s institucijama koje se profesionalno bave stvaranjem kultivara, proizvodnjom sjemena i sadnog materijala, obrazovanjem i sličnog na svim razinama, pomoći u razvitku znanosti i struke biljne genetike, oplemenjivanja bilja, sjemenarstva, rasadničarstva i pratećih specijalnosti kod stvaranja kultivara i produkcije sjemena te sadnog materijala i kao treće organiziranjem znanstvenih i stručnih skupova lokalnog karaktera, međunarodnih simpozija i kongresa te ostale djelatnosti utvrđene odredbom članka 9. Statuta.

## Vanjske poveznice
- Sjemenarstvo Pristupnica za članstvo u HOSRD-u
- Hrčak Ivan Kolak: Dobitnici povelja, priznanja i zahvalnica Hrvatskog oplemenjivačkog, sjemenarskog i rasadničarskog društva (HOSRD) uručenih povodom 110-e Obljentice hrvatskog sjemenarstva i rasadničarstva, Sjemenarstvo, br.3-4 svibanj 2004., str. 191-192